# Vingt mois avant
Vingt mois avant est le 11e tome de la série de bande dessinée De cape et de crocs d’Alain Ayroles (scénario) et Jean-Luc Masbou (dessin).

## Synopsis
Ce nouvel épisode, première partie d'un diptyque, est une préquelle aux événements exposés dans les précédents albums. Le diptyque dévoile les raisons du séjour d'Eusèbe aux galères, raisons sur lesquelles les auteurs avaient volontairement gardé le silence.
Le jeune Eusèbe quitte le terrier familial pour monter à Paris intégrer le corps des gardes du Cardinal. Il est muni à cet effet d'une recommandation auprès de Monsieur de Roquefort, capitaine desdits gardes. En chemin, il se fait un ennemi du grand veneur et lieutenant général de police du royaume, Monsieur de Limon. Arrivé à Paris, il se fait dérober son argent avant de rencontrer de Lisière, un sympathique poète crotté qui lui vient en aide. Après être parvenu à entrer au sein des gardes du Cardinal, il en est exclu à la suite d'une seconde rencontre avec de Limon. Ceci l'amène, pour rendre service à son ami Lisière, à écrire un pamphlet contre son ennemi, alors pressenti pour devenir premier ministre du Roi. C'est le point de départ d'aventures picaresques.

## Analyse
Le cadre historique est fixé en mentionnant des évènements historiques comme le siège de la Mothe, ainsi que la figure du cardinal de Richelieu qui, s'il n'est jamais explicitement nommé (son portrait tel que peint par Philippe de Champaigne apparaît également, quoique sa tête ne soit pas visible), nourrit les discussions de la noblesse au sujet de sa maladie et de sa succession. Le récit s'inspire de la tradition du roman picaresque, dépeignant les aventures d'Eusèbe dans une ville de Paris tentaculaire dans laquelle il côtoie des personnages issus de toutes les classes de la société, du malheureux poète désargenté Lisière au cercle littéraire de la marquise de Trois-Croix, en passant par d'innombrables commerçants et artisans qui abondent dans les rues de la ville. Eusèbe, en dépit de tous ses efforts, ne parvient pas à s'élever dans la société : exclu des gardes du cardinal dans lesquels son père souhaitait le voir s'engager, il échoue dans divers métiers en raison de sa trop petite taille et ne peut monter sur scène bien longtemps après en avoir été interdit par Fagotin. Toutefois, Eusèbe s'éloigne également largement de l'archétype du protagoniste des romans picaresques, conservant son optimisme et sa naïveté même dans les pires circonstances, largement oublieux des intrigues politiques qui se tissent autour de lui.
L'album est la première partie d'un diptyque servant de préquelle aux précédents, dans lesquels une partie du comique de répétition reposait sur le fait que le personnage d'Eusèbe ne parvenait jamais à raconter l'histoire qui l'avait vu être enrôlé parmi les gardes du Cardinal avant d'être envoyé aux galères. L'histoire commence ainsi exactement comme Eusèbe avait commencé à la narrer à ses amis (croisant un groupe de paysans à qui il demande le chemin de Paris), et comporte également quelques références aux autres albums. Elle permet ainsi d'expliquer comment Eusèbe connaît la botte de Jarnac (que Lope était surpris de savoir déjà connue du lapin dans Le Maître d'armes) et sait contrefaire les couinements du rat, et fait apparaître des personnages jusqu'ici seulement évoqués dans les précédents albums, dont le marquis de Montmorency et maître Brioché ; par ailleurs, Eusèbe croise la route de Zoltan, qui apparaît dans Le Secret du janissaire. Le récit introduit de nouveaux personnages anthropomorphes, plus que dans tout autre album de la série : outre le marquis de Montmorency (un basset), le lecteur découvre également les personnages de Colvert et de Souchet, ainsi que Fagotin (un chimpanzé) et M. Martin (un ours).
Le récit comporte son traditionnel lot de références littéraires et artistiques, dont les plus évidentes sont celles à l’œuvre d'Alexandre Dumas : le titre de l'album est une référence au roman Vingt Ans après, tandis qu'Eusèbe croise le fer avec un groupe de trois mousquetaires, dont la physionomie évoque largement Aramis, Athos et Porthos et qui, face à l'arrestation, font front commun selon l'esprit de la devise Un pour tous, tous pour un ! ; la cellule dans laquelle tous sont emprisonnés portant également l'inscription "Le masque de fer" (accompagnée d'autres évoquant "Le masque de cuivre" et "Le masque de bronze"). L'arrivée d'Eusèbe à Paris, ville dont il entreprend la conquête d'après Zoltan, n'est pas sans rappeler celle d'Eugène de Rastignac dans Le Père Goriot, Eusèbe reprenant d'ailleurs à son compte sa déclaration « A nous deux maintenant ! ». La nature de petit lapin d'Eusèbe permet également de faire appel aux histoires pour enfants : lorsqu'il prévient un faon du danger des chasseurs qui veulent le tuer, Eusèbe tape du pied sur le sol à la manière de Panpan dans le film Bambi, puis, lorsqu'à son tour poursuivi par les chasseurs, il cherche refuge chez la marquise de Trois-Croix, sa supplication « Ouvrez ou l'on me tuera ! » rappelle la comptine Dans sa maison, un grand cerf. Enfin, les noms de Vincent Voiture, Annibal Caro et Luis de Góngora et leurs textes sur le thème de la Belle matineuse sont également évoqués.
Plusieurs figures de style, en particulier basées sur les sonorités, continuent d'apparaître dans le discours des personnages, en particulier le poète Lisière qui, comme Armand ou le Maître d'Armes dans les albums précédents, est capable de s'exprimer en alexandrins (tel ceux-ci où apparaît une allitération en /s/ : « Paris est un séjour aux sans-sou peu propice : sous leur pied mal chaussé, souvent le pavé glisse »). D'autres jeux de mots apparaissent également, qu'ils soient basés sur les sonorités (« qui manient l'épistolaire comme on manie les pistolets ») ou sur la physionomie des personnages (Legros, l'âme damnée de Souchet, est ainsi particulièrement mince, tandis que sa contrepartie auprès de Colvert, en large surpoids, s'appelle Lesceq).